# Central Point (Oregon, Clackamas megye)
Central Point az Amerikai Egyesült Államok Oregon államának Clackamas megyéjében elhelyezkedő önkormányzat nélküli település.